# ロラギ・ビシニア
ロラギ・ビシニア（Lolagi Visinia、1993年2月17日 - ）は、スーパーラグビー・パシフィック、モアナ・パシフィカに所属するラグビー選手。

## プロフィール
- ニュージーランド・オークランド出身[1]。
- ポジションはウィング(WTB)、フルバック(FB)。
- 身長は194cm、体重は101kg。
- U20ニュージーランド代表に選ばれたことがある[2]。
- 7人制ニュージーランド代表に選ばれたことがある。
- サモア代表キャップは3(2023年2月現在）

## 略歴
ケルストンボーイズ高校卒業後、オークランド、ブルーズ、FCグルノーブルを経て、2019年、NECグリーンロケッツ(現・NECグリーンロケッツ東葛)に加入。
2020年1月12日にジャパンラグビートップリーグ第1節宗像サニックスブルース戦に途中出場で日本での公式戦初出場を果たす。
同年4月、NECグリーンロケッツ退団後、ホークスベイを経て、同年12月、ハリケーンズに加入。
2022年、モアナ・パシフィカに加入。